# Concierto para piano solo (Alkan)
El Concierto para piano solo (en francés: Concerto pour piano seul) es una pieza para piano solo de tres movimientos escrita por Charles-Valentin Alkan. Las piezas forman parte de un ciclo de 12 estudios titulado Douze études dans tous les tons mineurs (12 estudios en todas las tonalidades menores), publicado en 1857 (aunque puede haber sido escrito algunos años antes). Con secciones marcadas como "Tutti", "Solo" y "Piano", la pieza requiere que el solista presente las voces tanto de la orquesta como del solista. El pianista Jack Gibbons comenta sobre la obra: "El estilo y la forma de la música adquieren una calidad monumental: texturas y armonías ricas y espesas... evocan el mundo sonoro de toda una orquesta y le imponen al intérprete, tanto física como mentalmente, el límite."
La obra presenta una tonalidad progresiva, comenzando en sol♯ menor y terminando en fa♯ mayor; esto es así porque la pieza tiene tres elementos consecutivos del ciclo de los 12 études, cada uno de los cuales está en una tonalidad distinta, una cuarta justa más alta que su predecesora. 
La pieza, que incluye los tres movimientos, está impresa en 121 páginas y tiene una duración de unos 50 minutos de ejecución. El primer movimiento en sí mismo comprende 72 páginas y toma más de 29 minutos de interpretación. Jack Gibbons comenta que "el primer movimiento tiene más compases que toda la Sonata Hammerklavier de Beethoven". Alkan autorizó que la pieza se acortara para hacer "un morceau de concert, d'une durée ordinaire" (una pieza de concierto de duración ordinaria). Puede ser que el mismo compositor interpretó el primer movimiento (solo) en una versión acortada en un recital en París en la década de 1880. No fue sino hasta 1939 que Egon Petri le dio a la pieza una ejecución adecuada, en su totalidad, durante las transmisiones de la BBC.
Adrian Corleonis considera que el Concierto representa la obra de piano más demandante antes de la época de Kaikhosru Shapurji Sorabji y Ferruccio Busoni. MacDonald señala que con sus «monstruosos tres movimientos» es una de las piezas más difíciles jamás concebidas.

## Descripción

### Primer movimiento
El primer movimiento, que requiere casi media hora para ser interpretada y tiene 1342 compases, está marcado con «Allegro assai». La interpretación exige una resistencia física tremenda y excelentes habilidades técnicas para cubrir características que incluyen arpegios, octavas, escalas, saltos, notas de gracia, alternar las manos, motivos de acordes de bloque que cambian rápidamente, trémolos y trinos ejecutados por el cuarto y quinto dedos con la melodía tocada con la misma mano. Alkan se mantiene cerca de la forma clásica de sonata, utilizando una doble exposición, pero las secciones de exposición y desarrollo se expanden enormemente. 
Los compases de apertura, que constituyen el primer tema, están marcados como "quasi-trombe" (como las trompetas). Tales marcas aparecen con frecuencia a lo largo de la partitura para indicar el instrumento orquestal que se supone que evoca el pianista. Después de que se expone este tema, comienza el segundo tema contrastante y más lírico. Este segundo tema se usa como contraste tanto con el primer tema en sí mismo como, más en general, con cualquier pasaje virtuoso difícil. 
Un tercer tema, más heroico y en la tonalidad principal, entra después de un desarrollo de los dos primeros temas. La entrada "en solitario" después de la discusión de estos temas es de naturaleza quasi improvisatoria y chopinesca. Una característica notable del movimiento es el pasaje muy extendido en una nota constante de "pedal" de Sol♯, que precede a la sección de recapitulación. 

### Segundo movimiento
El segundo movimiento está marcado como Adagio. La sección introductoria está marcada "quasi-celli". 

### Tercer movimiento
El movimiento final marcado Allegretto alla barbaresca, que comienza en la tonalidad 'equivocada' de re mayor, presenta dificultades técnicas comparables con las del primer movimiento, incluidos saltos más grandes y un uso más generalizado de las polirritmias 3-contra-4. Un pasaje contiene la marca única 'quasi-ribeche', es decir, como rabel, un instrumento de cuerda medieval derivado del rebab árabe.

## Orquestación
El primer movimiento del Concierto fue orquestado por Karl Klindworth. Se hizo una primera versión en 1872 (el manuscrito está en la biblioteca del Royal College of Music de Londres), y aparentemente fue entregado al propio Alkan poco antes de la muerte de este último, que ya había sido aprobado por Hans von Bülow. Klindworth produjo una segunda versión, que se realizó en Berlín en 1902 con la dirección de Klindworth, siendo el solista José Vianna da Motta, a quien se dedicó esta versión. La versión orquestada toma considerables libertades con respecto al original, con muchos pasajes extendidos, truncados o alterados. Otros intentos de orquestar el Concierto fueron hechos por el posible hijo de Alkan, Élie-Miriam Delaborde, y por el compositor estadounidense Mark Starr.  Naxos Records publicó una grabación de la versión de 1902 de Klindworth en 1997 con Dmitry Feofanov como solista.

## Discografía
A pesar de las grandes dificultades técnicas de la obra, actualmente hay varias grabaciones del Concierto; los más notables incluyen a Jack Gibbons, Marc-André Hamelin, John Ogdon, Mark Latimer, Ronald Smith, Stephanie McCallum, Vincenzo Maltempo y Stéphanie Elbaz .

### Partituras
- «12 Études en todas las tonalidades menores, incluyendo el Concierto para piano solo» en el Proyecto Biblioteca Internacional de Partituras Musicales (IMSLP).

### Interpretaciones
Interpretaciones en YouTube por Jack Gibbons . 
- 1.er movimiento
- 2.º movimiento
- 3er movimiento

Interpretaciones en YouTube de Marc-André Hamelin
- 1.er movimiento (Parte 1)
- 1.er movimiento (Parte 2)
- 1.er movimiento (Parte 3)
- 2.º movimiento
- 3er movimiento

### Grabación
- Discografía del Concerto pour piano seul de Alkan

- Datos: Q5158582
- Multimedia: Concerto for solo piano / Q5158582